# 7월에
7월에(Im Juli.)는 독일에서 제작된 파티 아킨 감독의 2000년 모험, 코미디, 멜로/로맨스 영화이다. 모리츠 블라이브트로이 등이 주연으로 출연하였고 스테판 슈베르트 등이 제작에 참여하였다.

## 출연

### 주연
- 모리츠 블라이브트로이
- 크리스티안 폴

### 조연
- 메흐메트 쿠르툴루슈
- 이딜 우너
- 조컨 니켈
- 블랑카 까틱
- 비롤 위넬
- 셈 아킨
- 산드라 보그만
- 어니스트 하우스만
- 가버 샐링거
- 파티 아킨
- 미르코 후사리
- 아담 보스도코스
- 산도르 바다르

## 제작진
- Line PD: 햄디 도커
- 의상: 헬렌 아치터만
- 배역: 잉그보그 몰리토리스